# Arctornis transiens
Arctornis transiens är en fjärilsart som beskrevs av Walker 1862. Arctornis transiens ingår i släktet Arctornis och familjen tofsspinnare. Inga underarter finns listade i Catalogue of Life.